# سپتنتریو
سپتنتریو (انگلیسی: Septentrio) شرکت الکترونیک بلژیکی است، که در سال ۲۰۰۰ تأسیس شد.